# Општина Станкуца (Браила)
Станкуца (рум. Stăncuţa) општина је у Румунији у округу Браила.
Oпштина се налази на надморској висини од 8 m.